# Resolução 260 do Conselho de Segurança das Nações Unidas
A Resolução 260 do Conselho de Segurança das Nações Unidas aprovada por unanimidade em 6 de novembro de 1968, depois de examinar a candidatura da República da Guiné Equatorial à adesão às Nações Unidas, o Conselho recomendou à Assembleia Geral que a República da Guiné Equatorial fosse admitida.